# ローガン・シューロ
- イライアス
- アライアス

ジェフリー・シューロ（Jeffrey Daniel Sciullo、1987年11月22日 - ）は、アメリカ合衆国のプロレスラー。ミュージシャン。ペンシルベニア州ピッツバーグ出身。現在はイライアス'''（Elias）のリングネームでWWEに所属。

## 来歴

### インディー団体
2008年、地元であるペンシルベニア州を拠点とする団体であるIWC（International Wrestling Cartel）のトレーニングセンターであるICWA（Iron City Wrestling Academy）にてプロレスラーになる為、トレーニングを開始。6月7日、IWCのイベントであるSummer Sizzler 2008にてローガン・シューロ（Logan Shulo）のリングネームでCJセンセーションとのシングルマッチでプロレスラーデビューを果たすが敗戦した。8月2日にはCJセンセーションと再戦して勝利し、プロレスラーとしてのキャリア初の勝利を飾った。
2009年、中堅としてのポジションに定着するもののタイトル戦線に乗り込めないといった状態が続いたが2011年にIWCスーパーインディー王座争奪トーナメントに出場。12月10日の決勝まで進出して王座こそ奪取できなかったもののトップへの足掛かりを掴む。
2012年3月10日、IWC世界ヘビー級王座を保持するジミー・デマルコに挑戦して勝利し、キャリア初の王座を戴冠。12月15日、サミ・キャラハンが保持するIWCスーパーインディー王座と自身のIWC世界ヘビー級王座を賭けてダブルタイトルマッチを行い勝利。二冠王者になるが直後にジョン・マチェスニーとのIWC世界ヘビー級王座戦を組まれてしまい敗戦。ベルトを奪取された。

### WWE

#### NXT
2013年11月、WWEとディベロップメント契約を交わして入団。イライアス・サムソン（Elias Samson）のリングネームでWWEパフォーマンスセンターにてトレーニングを開始し、2014年4月にNXTに昇格。5月15日、NXTにてバディ・マーフィーとタッグを組んでジ・アセンション（コナー & ビクター）を相手にデビューマッチを行うも敗戦。10月23日、バロン・コービンとのシングルマッチを行うが秒殺敗戦を喫した。
2015年7月12日、NXT Liveにてギミックをカントリーミュージシャンへと変更してギターを持って入場する事がトレードマークになる。12月23日、ブル・デンプシーと対戦。デンプシーよりショルダーブロックを喰らい倒されるが再度仕掛けてきたところへカウンターのジャンピングニーを決めて倒すと最後にダイビング・エルボードロップを決めて勝利した。
2016年1月27日、ジョン・スカイラーと対戦。最後にジャンピングニーからローリング・カッターへと繋げて勝利。6月3日、NXT Liveにてアンドラーデ・アルマスとの対戦中に左足首を痛め試合は中止。長期の離脱となった。9月29日、NXT Liveにて復帰。
2017年3月22日、NXTにてバックステージでインタビューを受けていたカシアス・オーノに因縁をつけると、オーノがルーザー・リーブス・NXTマッチを提案。これに承諾して対戦することが決定。同月29日、カシアス・オーノとルーザー・リーブス・NXTマッチを行う。執拗な首への攻撃を徹底して終盤にはフォールを何度も繰り返しジャンピングニーからアンコールを狙うが切り返されるとローリング・エルボーを決められ敗戦。NXTから追放となった。NXT追放後はマスクマンに扮してNXT Liveに出場している。4月5日、エル・バガボンド（El Vagabundo）としてオニー・ローキャンと対戦。終盤にマスクを取られると動揺してしまい、最後にブロックバスターを決められ敗戦。試合後、セキュリティに取り押さえられリングを後にした。

#### WWE
2017年4月10日、WWE・RAWにて8人タッグマッチで入場していたハーディー・ボーイズ（マット・ハーディー & ジェフ・ハーディー）に続いてバックステージより登場。試合には参加せず姿を消した。5月22日、RAWにて試合前に弾き語りを披露。演奏中に対戦相手であるディーン・アンブローズに入場される。試合では関節技を中心に組み立てるが終盤にルナティック・ラリアットを喰らい両者倒れたところにザ・ミズが乱入すると襲撃され無効試合になる。試合後にアンブローズがミズを追い回しているところで捕まえるとアンコールを見舞い溜飲を下げた。6月12日、ディーン・アンブローズと対戦。中盤にミズ & マリースが介入してアシストを受ける。終盤には試合よりもミズに意識したアンブローズが場外で揉め合うとカウントを取られた事に気づかず、カウント10間近でリングに上がったところへダブル・ニー・ドロップを見舞い、最後にアンコールを決めて勝利した。7月27日、リングネームをイライアス（Elias）へとマイナーチェンジ。リングネーム改名後、同月31日、カリストと対戦。終盤にセントーンから低空ドロップキック、コルバタと連携技を喰らうが最後にドリフト・アウェイを決めて勝利した。

## その他
- 2015年よりプロレスでミュージシャンギミックで活動するが、2018年7月に正式にミュージシャンとしてデビューを果たしアルバムをリリースしている[24][25]。

## 得意技
ドリフト・アウェイ
フィニッシャー。スウィンギング・フィッシャーマンズ・ネックブリーカー。
アンコール
ローリング・カッター。
ダイビング・エルボードロップ
ジャンピングニー
ヘイローボム
インディー時代のフィニッシャー。相手を肩車で持ち上げ、上体を捻りスイングさせて相手の体位を振り返させると同時にシットダウン・パワーボムを決める。
高木三四郎のシットダウンヒマワリボム、旭志織のヒマワリボムと同型技。
ローリングラリアット
ボストンクラブ
バックハンド・チョップ
ギターショット
ギターを相手に叩きつける反則攻撃。
ジェフ・ジャレット、ホンキー・トンク・マンの代名詞を引き継ぐ形であり、2018年5月にジェフ・ジャレットとの対談が実現。お互いのギターショットについて比較している。

## 獲得タイトル
WWE
- WWE 24/7王座 : 4回

IWC
- IWC世界ヘビー王座 : 1回
- IWCスーパーインディー王座 : 2回

## 入場曲
- "Darkside of the Road" - Ol' Style Skratch
- "Drift" - CFO$

## ディスコグラフィ

### アルバム
| 年   | 題                   | 最高順位   | 最高順位    |
| 年   | 題                   | US Country | CAN Country |
| ---- | -------------------- | ---------- | ----------- |
| 2018 | WWE: Walk With Elias | —          | —           |